# Nogometna zveza Slovenije
Nogometna zveza Slovenije är Sloveniens fotbollsförbund som organiserar fotbollen i Slovenien. Förbundet arrangerar seriespel och cupspel: Förstadivisionen (1. SNL), Andraligan (2. SNL), östra och västra tredjedivisionen, Slovenska cupen - Hervis, slovenska nationella damigan. Man är också ansvariga för landslagsverksamheten. Förbundet har sin bas i Ljubljana.
Förbundet bildades 1920, och inträdde 1992 i Fifa och Uefa efter Sloveniens självständighet och utträde ur Jugoslavien.